# بليومايسين
بليومايسين أو بليوميسين (بالإنجليزية: Bleomycin)‏ هو دواء يستخدم لعلاج السرطان. ويتضمن ذلك سرطان هودجكنز للغدد اللمفاوية، وسرطان اللاهودجكين، وسرطان كل من الخصية، والمبيض، وعنق الرحم وغيرهما. عادة ما يستخدم مع أدوية أخرى مضادة للسرطان، ويمكن أن يُعطى للمريض عن طريق الوريد أو عن طريق الحقن في العضلة أو الحقن تحت الجلد. ويمكن أيضًا أن يعطى داخل الصدر للمساعدة في منع تجمع السوائل حول الرئة التي يسببها السرطان. بالرغم من أن بودرةالتلكتعد علاجاً أفضل لمنع تجمع تلك السوائل.
وتشمل الآثار الجانبية الشائعة للدواء كلاً من الحمى وفقدان الوزن والقيء والطفح الجلدي. وقد يحدث نوع شديد من الحساسية المفرطة. وقد يسبب الدواء أيضًا التهاب الرئتين الذي يمكن أن يؤدي إلى تليف الرئة (Lungs scarring).
وينصح بفحص الصدر بالأشعة السينية كل أسبوعين للتحقق من عدم حدوث هذه المضاعفات. وقد يسبب البليومايسين كذلك ضررا للطفل إذا استخدِم أثناء فترة الحمل. ويعتقد أن آلية عمله الأساسية تكون عن طريق منع تصنيع الحمض النووي.
وقد تم اكتشاف البليومايسين في عام 1962. وهو مدرج في قائمة الأدوية الأساسية والضرورية لمنظمة الصحة العالمية، وهي الأدوية الأكثر فعالية والأكثر أمناً اللازمة في النظام الصحي.
والبليومايسين متاح بوصفة دواء مكافئ يسوق باسمه الكيميائي بدلاً من التجاري. وتتراوح تكلفة الجرعة الواحدة في دول العالم النامي ما بين 14 دولار إلى 78 دولار أمريكي. ويتم إنتاجه من قبل البكتيريا المسماة"ستريبتوميسز فيرتيسيلوس Streptomyces verticillus.

## الاستعمالات الطبية

### لعلاج السرطان
يستعمل البليومايسين في الغالب لعلاج السرطان. ويشمل سرطان المبيض، والخصية، سرطان هودجكنز للغدد اللمفاوية وكذلك سرطان غير هودجكين الذي يصيب الغدد اللمفاوية. ويمكن أن يعطى كحقنة عن طريق الوريد أو عن طريق العضلة أو تحت الجلد.

### استعمالات أٌخرى
من الممكن أن يعطى هذا الدواء في منطقة الصدر (داخل الصدر) لمنع تجمع السوائل حول الرئتين بسبب السرطان. بالرغم من فعاليته ضد الالتهابات البكتيرية، إلا أن أضراره الجانبيَه وسُميته تمنع استعماله لهذا الغرض. وقد تمت دراسته في معالجة البثور (نتوء ينمو من الجلد بسبب التهاب فيروسي)، ولكن لاتوجد منافع واضحة منه لهذا الغرض.

## الأضرار الجانبية
يعد التليف الرئوي وحدوث خلل (ضعف) في وظائف الرئتين من أخطر المضاعفات نتيجة استعماله. لقد اُقترح ان البليومايسين يسبب حساسية تنفس الأوكسجين الجزيئي (يزيد التحسس لسمية الأوكسجين). والدراسات الحديثة تدعم دور الـ proinflammatory cytokines ،IL-18 وال  IL-1beta في ميكانيكية حدوث سمية للرئتين بسبب البليومايسين، لذلك يجب إبلاغ طبيب التخدير (في حال كان المريض سيقوم بعملية جراحية)إذا كان المريض يتلقى (أو تلقى) أي علاج يحتوي على البليومايسين قبل أن يتعرض للتخدير العام. بسبب طبيعة الدواء الحساسة للأوكسجين وزيادة إحتمالية الإصابة بالتليف الرئوي بعد إعطاء الأوكسجين (بصورة مباشرة). ولقد تم التساؤل ما إذا كان من الممكن للمرضى الذين تحت تأثير البليومايسين أن يقوموا بالغوص والتنفس تحت الماء.
ومن الأعراض جانبية الأخرى لهذا الدواء: حمّى، طفح جلدي، تحسس جلدي للضغظ  dermatographism، زيادة دكنة الجلد، وتساقط الشعر وظاهرة رينود Raynaud's phenomenon.

## آلية عمل الدواء
البليومايسين يعمل من خلال تحفيز انكسار سلاسل الحمض النووي. بعض الدراسات تفترض أن البليومايسين أيضًا يمنع دخول ال "thymidine" في بنية الحمض النووي DNA. ويعتمد انكسار أو انفصال الحامض النووي من قبل البليومايسين على مدى تركيز الأيونات المعدنية والأوكسجين، على الأقل هذا ما يحدث خارج الجسم (في المختبر).
والآلية الدقيقة لكسر سلسلة الحامض النووي غير معروفة بصورة كاملة، ولكن تم افتراض أن البليومايسين يمسك chelates أيونات المعادن (الحديد بصورة رئيسية) مما ينتج إنزيماً كاذباً يتفاعل مع الأوكسجين وينتج  free radicals جذيرات حرة شديدة التفاعلية وهي بدورها تقوم بكسر سلسلة الحمض النووي.
وهنالك فرضية ثانية تنص على أنّ البليومايسين يرتبط في مواقع محددة من الحامض النووي ويحفز انقطاع سلسلة الحامض النووي من خلال إزاحة ذرة هيدروجين من قاعدة الحامض النووي، مؤدياً إلى انقطاع سلسلة الحمض النووي حينما تمر القاعدة بتفاعل ترتيب الذرات من نوع «كريجي» Criegee-type rearrangement، وهو تفاعل يعاد فيه ترتيب الذرات، أو تكوّن أذيات حساسة للقلوياتalkali-labile lesion. بالإضافة لذلك، تهيئ هذه المركبات أو المعقدات الناتجة عملية اكسدة الدهون وتؤدي في النهاية اليهاlipid peroxidation  وأيضا تؤكسد مركبات خليوية أخرى.
لذلك يستعمل البليومايسين مع الدوكسوريوبيسين  doxorubicin لعلاج سرطان الغدد اللمفاوية من نوع هودجكن، حيث يكملُ عمل احدِهما الآخر على الحامض النووي، لكون الدوكسوريوبيسين يعمل على تشكيل جسور بين سلاسل الحامض النووي وأيضًا يعمل على انزيم آيزوتوبوايزمريز 2 topoisomerase II.

## الأبحاث الحالية
يستخدم البليومايسين حاليًا في بحث لتحفيز التليف الرئوي على الفئران.